# سفارة مصر في لبنان
سفارة مصر في لبنان هي الممثلية الدبلوماسية العليا لدولة جمهورية مصر العربية لدى الجمهورية اللبنانية. تقع السفارة في بيروت، وتهدف لتعزيز المصالح المصرية في لبنان.